# Castello Pascal de la Ruine
Das Castello Pascal de la Ruine ist ein Festes Haus im Ortsteil La Ruine der Gemeinde Morgex im Aostatal.

## Geschichte

Burg Pascal de la Ruine auf einem Foto von Carlo Nigra (1856–1942)

Das feste Haus liegt etwas erhöht gegenüber der Siedlung in einer strategisch günstigen Lage. Es ist über einen Bach gebaut. Laut dem Geschichtswissenschaftler Jean-Baptiste de Tillier ließ der Notar Jean Pascal de la Ruine um 1450 das Gebäude errichten, eine Hypothese, die durch die Existenz eines schmiedeeisernen Schlosses im Inneren gestützt wird, das einen Storch darstellt und auf das Jahr 1457 datiert wird.

## Beschreibung

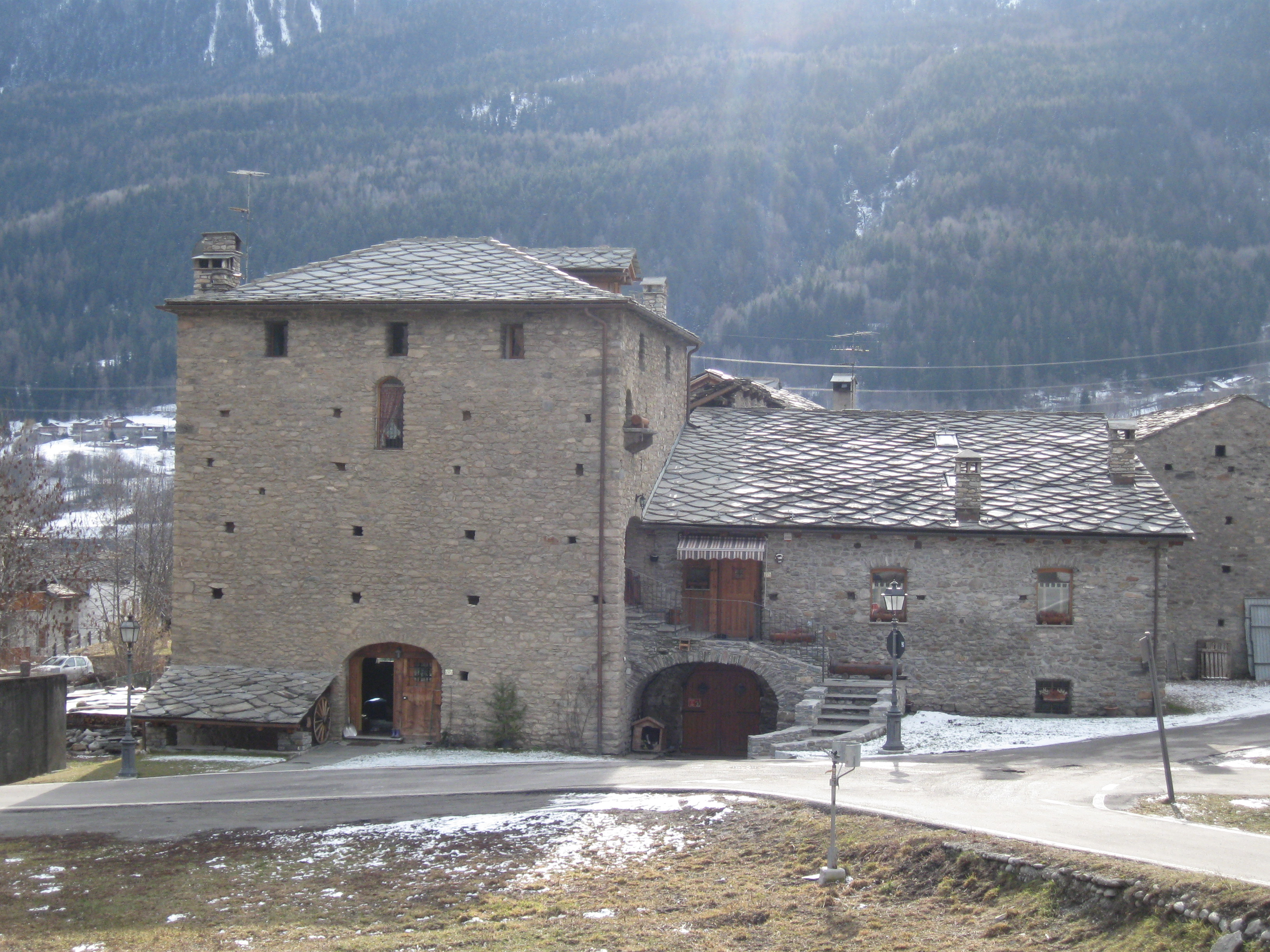
Weitere Ansicht der Burg Pascal de la Ruine

Die Burg besteht aus einem Komplex verschiedener Gebäude. Auf der Ostseite liegt das älteste, ein Festes Haus mit Fensterrahmen aus Werkstein und hölzernen Architraven.